# Ciclismo en los Juegos Olímpicos de Río de Janeiro 2016 – Contrarreloj individual masculino
La competición de ciclismo contrarreloj masculino en los Juegos Olímpicos de Río de Janeiro se lleva a cabo en Río de Janeiro, Brasil el 10 de agosto de 2016 en un circuito por las inmediaciones de Pontal sobre un recorrido de 54,56 km.

## Recorrido
El recorrido es un circuito alrededor de 24,8 kilómetros por el sector de Grumari donde los ciclistas le daran 2 vueltas. El inicio de la carrera y el final está sobre Tim Maia Square (Pontal), luego los ciclistas entran en el circuito para llegar a la primera subida de Grumari (1,2 km) y un segundo ascenso sobre Grota Funda (2,1 km) a 19,2 km de meta, la parte final es un tramo llano de 9 kilómetros que llevará a los ciclistas hasta la meta.

## Horario
Todos los horarios están en UTC tiempo de Brasil (-4 GMT)
| Fecha                          | Tiempo | Evento    |
| ------------------------------ | ------ | --------- |
| Miércoles 10 de agosto de 2016 | 10:00  | Inicio    |
| Miércoles 10 de agosto de 2016 | 13:15  | Ceremonia |

## Lista de participantes
| Ciclista                | País            |
| ----------------------- | --------------- |
| Youcef Reguigui         | Argelia         |
| Eduardo Sepúlveda       | Argentina       |
| Rohan Dennis            | Australia       |
| Georg Preidler          | Austria         |
| Vasil Kiryienka         | Bielorrusia     |
| Kanstantsin Sivtsov     | Bielorrusia     |
| Tim Wellens             | Bélgica         |
| Hugo Houle              | Canadá          |
| Leopold König           | República Checa |
| Jan Bárta               | República Checa |
| Christopher Juul-Jensen | Dinamarca       |
| Julian Alaphilippe      | Francia         |
| Alexis Vuillermoz       | Francia         |
| Simon Geschke           | Alemania        |
| Tony Martin             | Alemania        |
| Chris Froome            | Reino Unido     |
| Geraint Thomas          | Reino Unido     |
| Ghader Mizbani          | Irán            |
| Damiano Caruso          | Italia          |

| Ciclista             | País           |
| -------------------- | -------------- |
| Andrey Zeits         | Kazajistán     |
| Mouhssine Lahsaini   | Marruecos      |
| Dan Craven           | Namibia        |
| Tom Dumoulin         | Países Bajos   |
| Edvald Boasson Hagen | Noruega        |
| Maciej Bodnar        | Polonia        |
| Michał Kwiatkowski   | Polonia        |
| Nélson Oliveira      | Portugal       |
| Pavel Kochetkov      | Rusia          |
| Primož Roglič        | Eslovenia      |
| Jonathan Castroviejo | España         |
| Ion Izagirre         | España         |
| Fabian Cancellara    | Suiza          |
| Ahmet Örken          | Turquía        |
| Andriy Hrivko        | Ucrania        |
| Brent Bookwalter     | Estados Unidos |
| Taylor Phinney       | Estados Unidos |
| Jonathan Monsalve    | Venezuela      |

## Resultados
- Las clasificaciones finalizaron de la siguiente forma:[2]

| Pos. | Ciclista             | Tiempo  |
| ---- | -------------------- | ------- |
|      | Fabian Cancellara    | 1:12:15 |
|      | Tom Dumoulin         | 1:13:02 |
|      | Chris Froome         | 1:13:17 |
| 4    | Jonathan Castroviejo | 1:13:21 |
| 5    | Rohan Dennis         | 1:13:25 |
| 6    | Maciej Bodnar        | 1:14:05 |
| 7    | Nélson Oliveira      | 1:14:15 |
| 8    | Ion Izagirre         | 1:14:21 |
| 9    | Geraint Thomas       | 1:14:52 |
| 10   | Primož Roglič        | 1:14:55 |

| Clasificación final (11–35) | Clasificación final (11–35) | Clasificación final (11–35) | Clasificación final (11–35) |
| --------------------------- | --------------------------- | --------------------------- | --------------------------- |
| 11                          | Leopold König               | 1:15:23                     |                             |
| 12                          | Tony Martin                 | 1:15:33                     |                             |
| 13                          | Simon Geschke               | 1:15:49                     |                             |
| 14                          | Michał Kwiatkowski          | 1:15:55                     |                             |
| 15                          | Jan Bárta                   | 1:15:56                     |                             |
| 16                          | Georg Preidler              | 1:16:02                     |                             |
| 17                          | Vasil Kiryienka             | 1:16:05                     |                             |
| 18                          | Andriy Hrivko               | 1:16:33                     |                             |
| 19                          | Christopher Juul-Jensen     | 1:16:49                     |                             |
| 20                          | Tim Wellens                 | 1:16:49                     |                             |
| 21                          | Hugo Houle                  | 1:17:02                     |                             |
| 22                          | Taylor Phinney              | 1:17:25                     |                             |
| 23                          | Brent Bookwalter            | 1:17:57                     |                             |
| 24                          | Andrey Zeits                | 1:18:47                     |                             |
| 25                          | Kanstantsín Siutsou         | 1:18:58                     |                             |
| 26                          | Eduardo Sepúlveda           | 1:19:07                     |                             |
| 27                          | Damiano Caruso              | 1:19:46                     |                             |
| 28                          | Pavel Kochetkov             | 1:20:07                     |                             |
| 29                          | Alexis Vuillermoz           | 1:20:43                     |                             |
| 30                          | Edvald Boasson Hagen        | 1:21:12                     |                             |
| 31                          | Ghader Mizbani              | 1:21:39                     |                             |
| 32                          | Julian Alaphilippe          | 1:24:39                     |                             |
| 33                          | Mouhssine Lahsaini          | 1:25:11                     |                             |
| 34                          | Ahmet Örken                 | 1:27:37                     |                             |
| 35                          | Dan Craven                  | 1:27:47                     |                             |
| DNS                         | Jonathan Monsalve           | -                           |                             |
| DNS                         | Youcef Reguigui             | -                           |                             |